# Yokohama Dreamland Monorail
De Yokohama Dreamland Monorail (Japans: ドリームランドモノレール), officieel de Dream Development Dreamland Line (Japans: ドリーム開発ドリームランド線 - Dorĩmu Kaihatsu Dorĩmurando Sen) was een monorail in Japan die het Yokohama Dreamland-attractiepark met station Ōfuna in Kamakura verbond. De lijn was slechts iets meer dan een jaar geopend, van mei 1966 tot september 1967. Sindsdien zijn er meerdere pogingen gedaan om de lijn te reactiveren, maar sinds 18 september 2003 zijn alle pogingen gestaakt, waarna de lijn grotendeels werd afgebroken.

## Geschiedenis

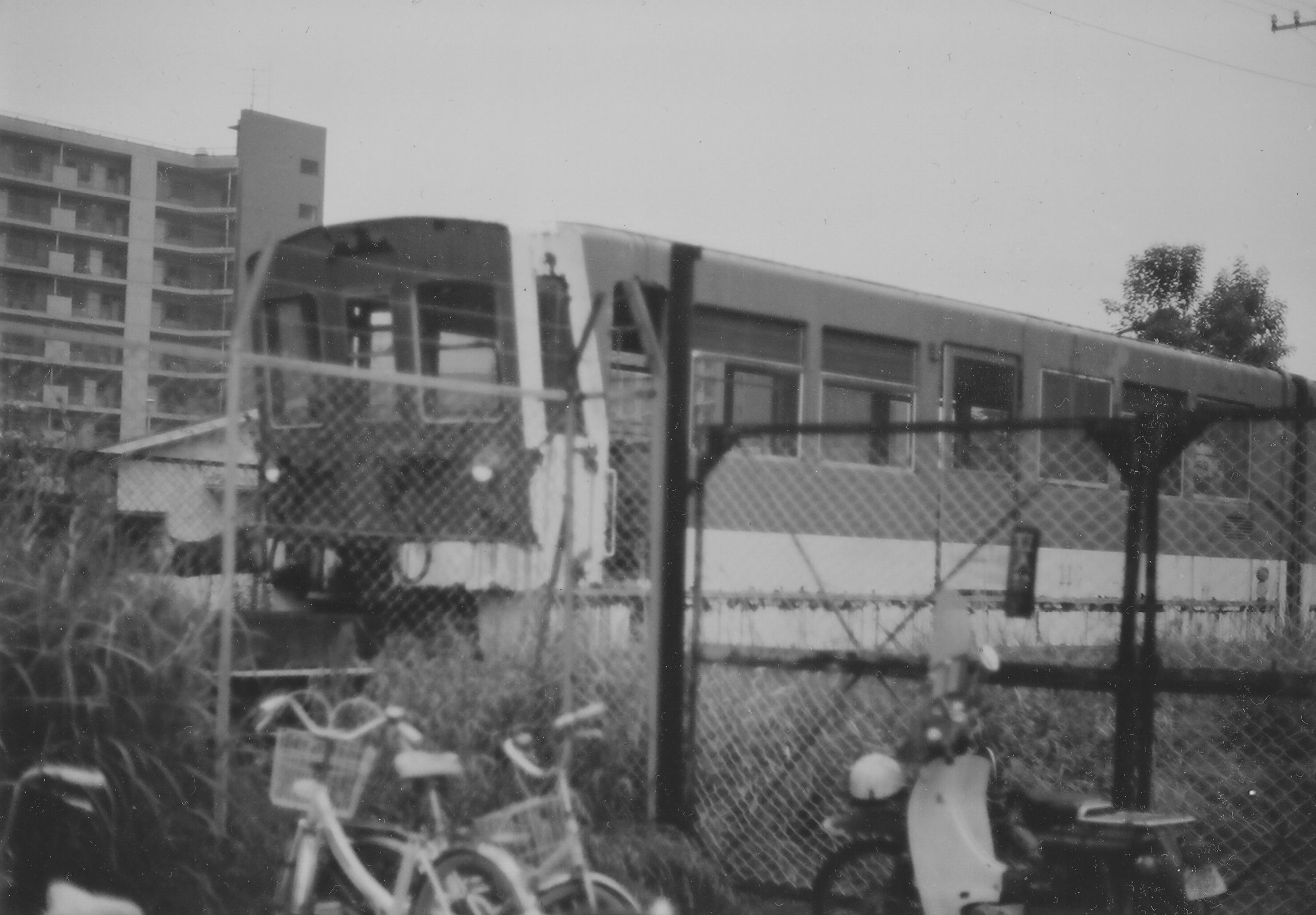
Voormalig Dreamland Monorail-voertuig in het depot (1984)

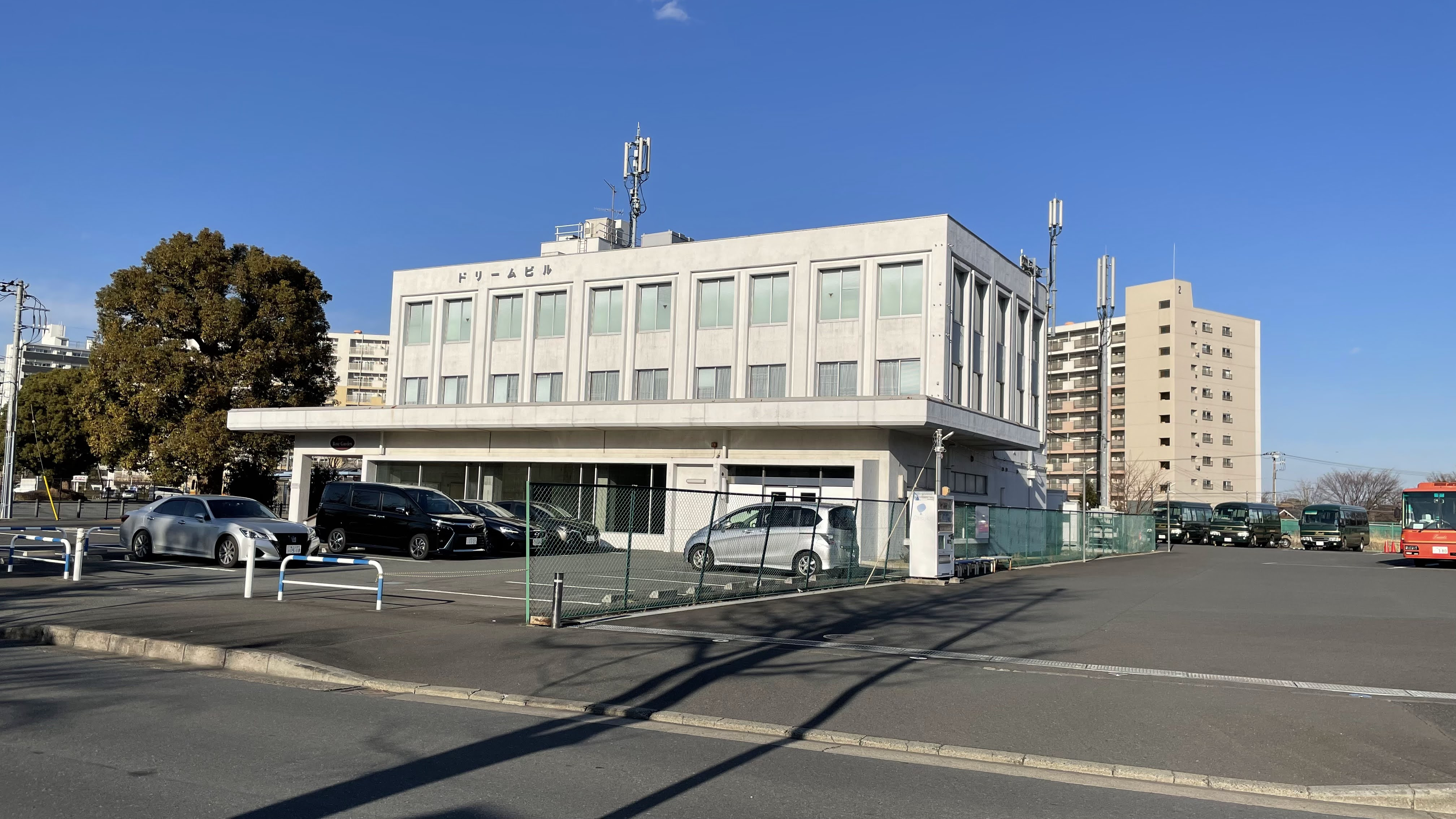
Locatie van voormalig monorailstation Dreamland

Yokohama Dreamland werd in augustus 1964 geopend. Het was het eerste grote, moderne attractiepark van het land en meteen al populair. Qua locatie lag het toentertijd echter buiten de bebouwde kom en ook ver van een treinstation verwijderd. Al snel na de opening werden daarom plannen gemaakt om het park door middel van een monorail te verbinden met het treinstation Ōfuna. Twee jaar later, in mei 1966, werd de Yokohama Dreamland Monorail officieel geopend. De rit tussen station Ōfuna en het attractiepark duurde slechts 8 minuten. De lijn werd, ondanks de hoge kaartprijs van 170 yen, erg goed gebruikt. Al snel werd er volop langs de lijn gebouwd en werden er plannen gemaakt om een tussenstation te openen en de lijn mogelijk te verlengen naar station Mutsuai-Nichidaimae op de Odakyu Enoshima-lijn.
Nog geen jaar na de opening waren er scheuren zichtbaar aan het monorailspoor. Het was de oorspronkelijke eigenaar, Dream Transport, niet gelukt om al het benodigde land langs het geplande tracé af te kopen waardoor een andere route moest worden gekozen. Dit leidde tot steile hellingen van wel 100‰ (10%). De monorailvoertuigen waren daarop aangepast maar het spoor niet, waardoor het spoor dus niet sterk genoeg was om de voertuigen te kunnen dragen. In september 1967, slechts één jaar en vier maanden na de opening, werd daarom besloten het vervoer te staken.
Dream Transport ging daarop direct in conclaaf met aannemer Toshiba. Geen van hen vond echter dat ze schuldig was aan het probleem, waardoor het conflict, ondanks bemiddeling, 14 jaar lang bleef voortslepen. In 1981 werd uiteindelijk een schikking getroffen. De schikking leidde echter niet tot reparaties aan of reactivatie van de lijn. In 1987 werden de voertuigen officieel buiten gebruik gesteld, in 1991 gevolgd door de stroomvoorziening en in 1992 werd het monorailperron van station Ōfuna ontmanteld.
Yokohama Dreamland werd in 1988 overgenomen door de Japanse supermarktketen Daiei, waardoor ook de monorail in handen van Daiei kwam. Er werd tussen 1995 en 1999 een plan gemaakt om de monorail te vervangen door een magneetzweeftrein,  maar steeds meer omwonenden tekenden bezwaar aan tegen de komst omdat ze bang waren voor de elektromagnetische straling en omdat het project veel te duur zou worden. Het plan werd uiteindelijk in 2001 geschrapt. Hierop stelde Daiei voor om een gloednieuwe monoraillijn te bouwen, maar door de aanhoudende recessie in het land en Daieis eigen financiële problemen werd ook dit plan uiteindelijk van tafel geveegd. Yokohama Dreamland werd op 17 februari 2002 gesloten. Op 21 augustus 2002 deelde Daiei mede geen financiële ondersteuning voor de lijn te krijgen van de gemeente Yokohama en daarom geen plannen meer voor de lijn te maken.
In 2005 werden grote delen van het tracé afgebroken. Op de locatie van station Dreamland is een parkeerplaats aangelegd en op de plaats van het voormalige monorailperron op station Ōfuna is een appartementsgebouw verrezen. Enkele delen van het tracé zijn nog zichtbaar.

## Impact
De problemen met de Dreamland Monorail hadden grote impact op de bouw van nieuwe monoraillijnen. De in 1970 geopende Shonan Monorail, die Ōfuna met station Shonan-Enoshima verbindt, was de eerste lijn die met nieuwe inzichten werd gebouwd.